# 萨克森 (奥地利)
萨克森（德語：Saxen）是奥地利上奥地利州佩尔格县的一个市镇。总面积19平方公里，总人口1739人，人口密度91.5人/平方公里（2005年）。